# 주한 과테말라 대사관
주한 과테말라 대사관(스페인어: Embajada de Guatemala en Corea)은 대한민국 서울특별시 중구 태평로2가 150 부영태평빌딩 20층에 위치하고 있는 과테말라 대사관이다. 현직 주한 과테말라 대사는 마르코 툴리오 치카스 소사이다.

## 역사
과테말라는 1962년 10월 24일에 대한민국과 수교했다. 대한민국 정부는 1974년 9월 17일에 과테말라 과테말라시티에 주과테말라 대한민국 대사관을 설립했다. 과테말라 정부는 대한민국과 수교한 이후에 한동안 주일본 과테말라 대사관에서 대한민국과 관련된 외교 임무를 겸임해 오다가 1977년 10월 17일에 대한민국 서울에 주한 과테말라 대사관을 설립했다.

## 주요 업무
주요 업무는 대한민국 정부와의 외교 교섭과 국제 협력, 경제, 통상 교섭, 양국 문화, 학술, 체육 교류 및 협력, 외교 정책 홍보, 대한민국 거주 과테말라 국민의 보호와 지도, 문서의 공증, 국적, 호적, 여권 및 사증 업무 등이다.

## 같이 보기
- 과테말라-대한민국 관계
- 주과테말라 대한민국 대사관
- 과테말라의 재외공관 목록
- 대한민국 주재 외국공관 목록